# Большеглазая лисья акула
Большеглазая лисья акула, или большеглазая морская лисица, или большеглазая акула-лисица, или глубоководная морская лисица (лат. Alopias superciliosus) — вид хрящевых рыб рода лисьих акул одноимённого семейства отряда ламнообразных. Обитает во всех умеренных и тропических водах Индийского, Тихого и Атлантического океанов. Достигает 4,9 м. У большеглазых лисьих акул имеется характерная для лисьих акул вытянутая верхняя лопасть хвостового плавника. Глаза очень крупные, у взрослых до 10 см в диаметре. У них обтекаемое тело, короткое и заострённое рыло. Их глаза приспособлены к охоте в условиях плохой освещённости. Это один из немногих вид акул, совершающих дневные вертикальные миграции. День они проводят на глубине, а ночью поднимаются к поверхности, чтобы поохотиться.
Лисьи акулы охотятся, используя свой длинный хвост, как хлыст. Они сбивают косяк и оглушают им добычу, этим объясняется их англоязычное название англ. thresher shark, которое дословно переводится как «акула-молотилка». Размножение происходит путём бесплацентарного живорождения. В помёте от 2 до 4 новорожденных. Эмбрионы поедают неоплодотворённые яйца, производимые матерью (оофагия).
Большеглазые лисьи акулы не представляют опасности для человека. Их мясо и плавники высоко ценятся, этот вид является объектом коммерческого промысла и спортивного рыболовства. Низкий уровень репродуктивности делает этих акул очень чувствительными к перелову.

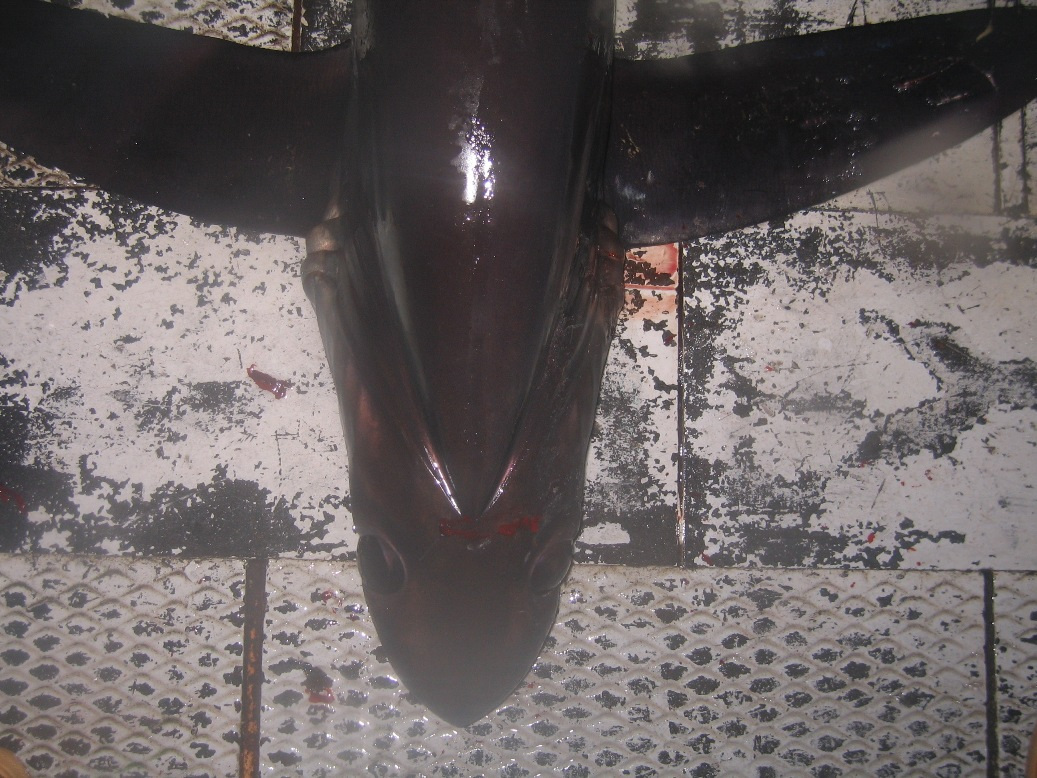
Большеглазая лисья акула (вид сверху)

## Таксономия
Впервые род был научно описан британским биологом Ричардом Томасом Лоу в 1841 году на основании образца, пойманного у берегов Мадейры в восточной части Атлантики. Однако описание Лоу было пересмотрено дальнейшими исследователями, и до 1940 годов этот вид был известен под разными именами, пока поимка нескольких особей у берегов Кубы и Венесуэлы не побудила восстановить первичное научное название.
Родовое и видовое названия происходят от слов греч. ἀλώπηξ — «лиса» и лат. super — «над» и лат. ciliosus — «бровь», что объясняется наличием явных надглазничных углублений. Лисьими этих акул назвали из-за старого поверья, будто они отличаются хитростью.
Аллозимный анализ, поведённый в 1995 году, показал, что наиболее близкородственным видом большеглазой лисьей акуле приходится пелагическая лисья акула, с которой они образуют единую кладу.

## Ареал
Большеглазые лисьи акулы распространены в тропических водах Индо-Тихоокеанской области и Атлантического океана. В западной части Атлантического океана они встречаются от Нью Йорка до Флориды, на Багамах, у берегов Кубы, Венесуэлы и южной Бразилии. В восточной Атлантике они обитают у побережья Португалии, Мадейры, Сенегала, Гвинеи, Сьерра-Леоне, Анголы и в Средиземном море. В западной части Индийского океана большеглазые лисьи акулы попадаются у берегов ЮАР, Мадагаскара и в Аравийском море. В Тихом океане они населяют прибрежные воды южной части Японии, Тайваня, Новой Каледонии, северо-западной Австралии, Новой Зеландии, к востоку от Гавайев, южной Калифорнии. Кроме того, они обитают в Калифорнийском заливе и у Галапагосских островов.
Большеглазые лисьи акулы встречаются как над континентальным шельфом, так и в открытом море. Иногда они подходят близко к берегу. Несмотря на то, что они предпочитают температуру от 16 °C до 25 °C, они попадаются на глубине до 723 м, где температура воды не превышает 5 °C. О миграциях, совершаемых большеглазыми лисьими акулами известно мало, однако есть данные о миграциях, совершенных двумя помеченными акулами. В первом случае миграция осуществлялась по Мексиканского заливу в течение 60 дней. Расстояние, пройденное акулой по прямой, составило 320 км. Глубина в стартовой точке (центральная часть Мексиканского залива) составляла более 3000 м, а в конечной точке (150 км южнее дельты Миссисипи) около 1000 м. Вторая акула была помечена у берегов Кона Кост, Гавайи. Метка была снята у берегов Френч-Фригат-Шолс. Пройденное расстояние по прямой составило 1125 км.

## Описание
Характерной чертой лисьих акул является длинная верхняя лопасть хвостового плавника, которая может равняться длине тела. У большеглазых акул эта лопасть шире, чем у прочих лисьих акул. Лисьи акулы — активные хищники; с помощью хвоста они могут оглушить жертву. У лисьих акул крепкое тело в форме торпеды и узкая голова с коническим, выпуклым рылом. Имеются 5 пар коротких жаберных щелей. Последние 2 щели расположены над длинными и узкими грудными плавниками. Рот небольшой, изогнут в виде арки. Бороздки по углам рта отсутствуют. Во рту имеются 19—24 верхних и 20—24 нижних зубных рядов. Зубы довольно крупные, заострённые, без зазубрин. У взрослых акул диаметр глаза составляет до 10 см. Глаза овальные, вытянуты по вертикали. Орбиты глаз заходят на дорсальную поверхность головы, позволяя акулам смотреть вверх. Кожа покрыта перемежающимися крупными и мелкими плакоидными чешуйками. Мелкие чешуйки к концу сужаются.

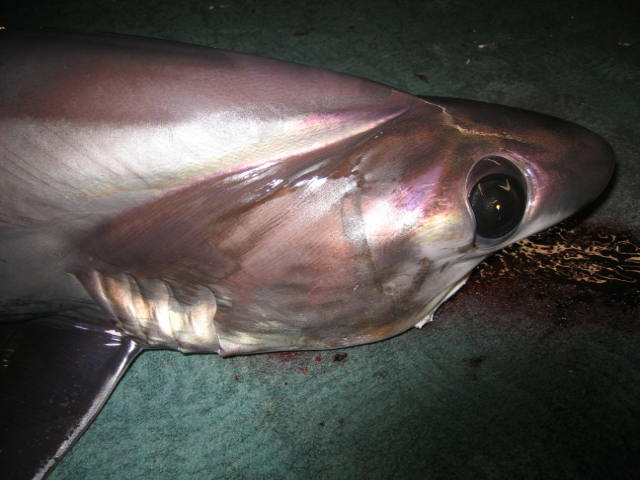
Голова большеглазой лисьей акулы

Длинные, широкие и грудные плавники сужаются к закруглённым кончикам, каудальный край слегка вогнут. Первый спинной плавник сдвинут назад по сравнению с другими лисьими акулами и расположен ближе к основанию брюшных плавников. Брюшные плавники приблизительно одного размера с первым спинным плавником, у самцов имеются тонкие, длинные птеригоподии. Второй спинной и анальный плавники крошечного размера. Перед хвостовым плавником имеется дорсальная и вентральная выемки в форме полумесяца. У края верхней лопасти имеется небольшая вентральная выемка. Нижняя лопасть короткая, но развитая.
Окраска интенсивного фиолетового или коричнево-лилового цвета с металлическим отливом. После смерти окраска быстро блёкнет и становится тускло-серой. Брюхо кремово-белое. Белая окраска не простирается до основания грудных и брюшных плавников — это отличает пелагических лисьих акул от схожих с ними лисьих акул, у которых у основания грудных плавников имеется пятно.
Большеглазые лисьи акулы в среднем достигают длины 3,3—4 м и массы 160 кг. Максимальную зафиксированную длину и массу (4,9 м и 364 кг) имела особь, пойманная неподалёку от Тутукака, Новая Зеландия, в феврале 1981 года.

## Биология
Размер и расположение глаз большеглазых лисьих акул адаптированы к поиску силуэтов добычи в условиях плохой освещённости. Большеглазые лисьи акулы принадлежат к немногочисленной группе акул, совершающих суточные вертикальные миграции. День они проводят на глубине 300—500 м, ниже термоклина, где температура колеблется в пределах от 6 °C до 12 °C, а ночью поднимаются на глубину 100 м и менее. Эти миграции связаны с тем, что ночью акулы охотятся, днём прячутся на глубине от хищников. Днём акулы плавают размеренно, в то время как ночью они совершают быстрые подъемы и погружения.

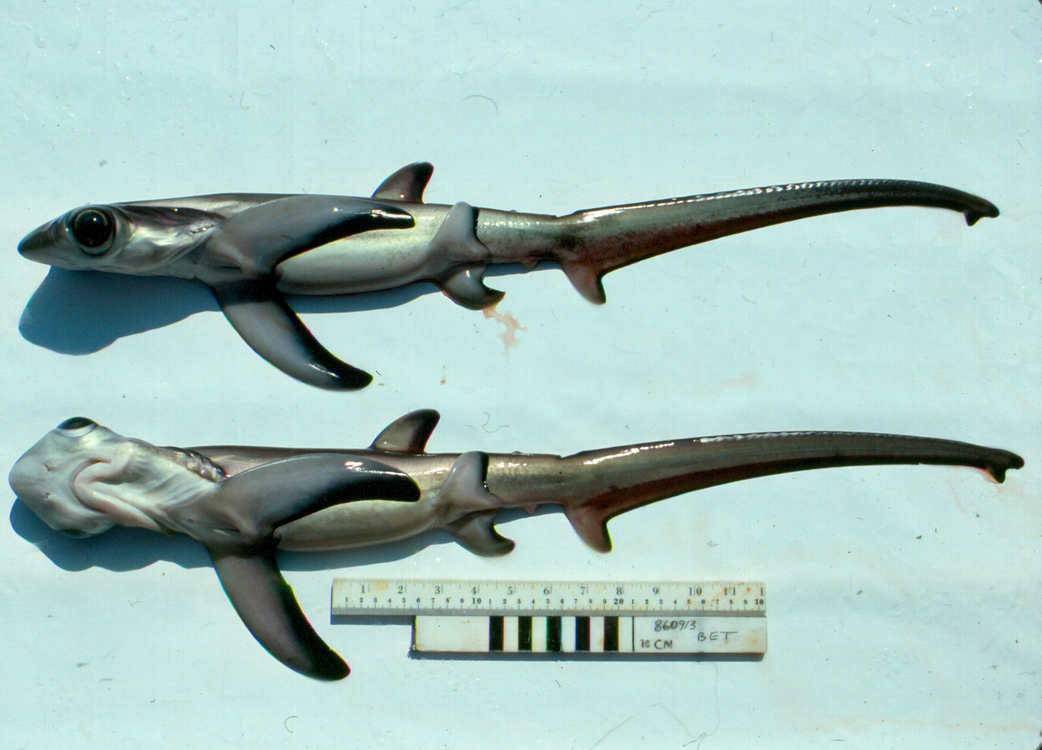
Эмбрионы большеглазой лисьей акулы

Большеглазые лисьи акулы могут стать добычей крупных акул и косаток. На них паразитируют веслоногие ракообразные Pagina tunica и ленточные черви Litobothrium janovyi. Кроме того, на них нападают морские миноги. В своей экологической нише большеглазые акулы являются конкурентами синих акул и не присутствуют одновременно в одном и том же месте.

### Терморегуляция
Существование у большеглазых лисьих акул структуры мышц, позволяющей им удерживать метаболическую тепловую энергию тела остаётся под вопросом. В ходе исследования, проведённого в 1971 году, с помощью терморезисторной иглы у двух большеглазых лисьих акул была взята проба плавательных мышц. Температура мышечной ткани оказалась на 1,8 °C и 4,3 °C выше температуры окружающей среды. Однако в ходе анатомического исследования, проведённого в 2005 году, было обнаружено, что хотя у большеглазых лисьих акул имеется аэробная красная мускулатура, отвечающая за выработку тепла у лисьих акул, она распределена вдоль боков и расположена непосредственно под кожей, а не в глубине тела. Кроме того, по бокам отсутствует система противотоковых кровеносных сосудов (rete mirabile), позволяющая снизить потерю метаболической энергии. На основании этих двух отличий авторы обсудили полученные прежде данные и пришли к заключению, что, скорее всего, большеглазые лисьи акулы не способны поддерживать повышенную температуру тела. Зато у них имеется глазничная rete mirabile, которая защищает от температурных колебаний глаза и мозг. В ходе суточных вертикальных миграций колебания температуры окружающей воды могут достигать 15—16 °C.

### Питание
У большеглазых лисьих акул зубы крупнее, чем у прочих представителей рода. Они охотятся на небольших стайных рыб, таких как скумбрии и сельди, донных рыб, например, мерлуз, пелагических рыб, таких как пилозубы и некрупные марлины, кальмаров Lycoteuthidae и Ommastrephidae и, возможно, крабов. Подобно прочим лисьим акулам перед тем как атаковать, они кружат вокруг косяка и уплотняют его ударами хвоста. Из-за этой охотничьей тактики они иногда попадаются хвостом на крючок яруса или запутываются в сети. Форма глазниц обеспечивает большеглазым лисьим акулам бинокулярное зрение в верхнем направлении, что позволяет лучше разглядеть цель. В Средиземном море они следуют за стаями скумбриевидных тунцов Auxis rochei, вероятно, перемещаясь вслед за наибольшим скоплением добычи.

### Жизненный цикл
Размножение у большеглазых лисьих акул не носит сезонного характера. Они размножаются яйцеживорождением. В помёте 2, очень редко 3 или 4 новорожденных длиной 1,35—1,4 м. Точная продолжительность беременности неизвестна. Оплодотворение и развитие эмбрионов происходит внутриутробно. Первоначально эмбрион питается желтком. После опустошения желточного мешка он начинает поедать яйцевые капсулы, производимые матерью (внутриутробная оофагия). Каннибализм, свойственный обыкновенным песчаным акулам, у пелагических лисьих акул не наблюдается. Внешне новорожденные похожи на взрослых акул, но у них голова и глаза пропорционально крупнее. Внутренние стенки яйцевода покрыты тонким слоем эпителия от повреждения острыми плакоидными чешуйками эмбриона. Эта особенность не наблюдается у прочих представителей рода лисьих акул.
Самцы созревают при длине 2,7—2,9 м, что соответствует возрасту 9—10 лет, а самки при длине 3,3—3,6 м, что соответствует возрасту 12—14 лет. Максимальный зарегистрированный срок жизни у самцов и самок составляет 19 и 20 лет, соответственно. Предположительно самки за всю жизнь производят только 20 акулят.

## Взаимодействие с человеком
Несмотря на крупные размеры вид считается безопасным для человека. Дайверы редко встречаются с большеглазыми лисьими акулами. В International Shark Attack File не зарегистрировано ни одного нападения большеглазой лисьей акулы на человека.

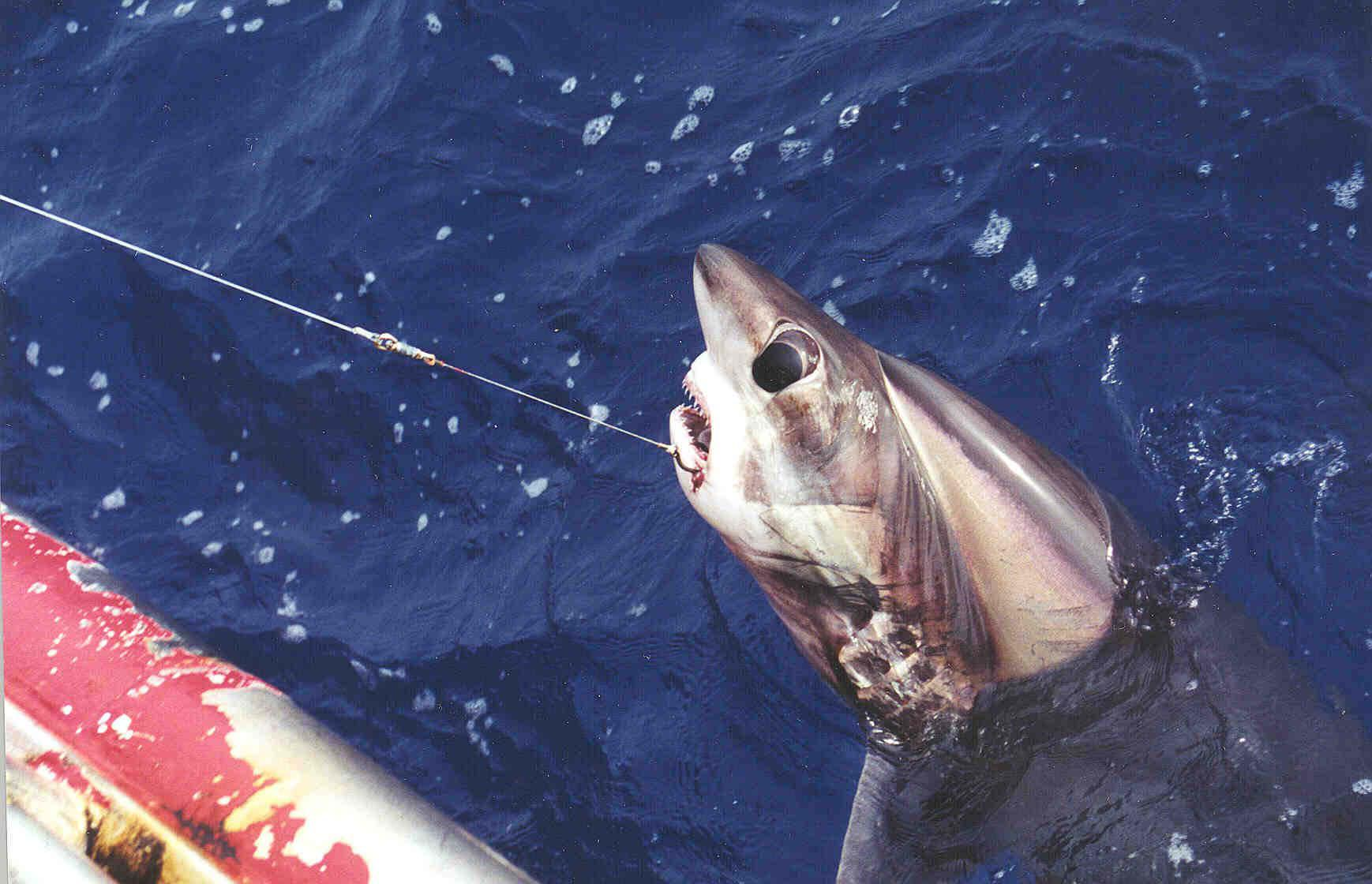
Пойманная большеглазая лисья акула

Эти акулы представляют интерес для рыболовов-спортсменов США, ЮАР и Новой Зеландии. Они являются объектом коммерческого промысла в США, Японии, Испании, Бразилии, Уругвае и Мексике и составляют до 10 % от общего улова пелагических акул. У берегов Кубы, где их ловят приманивая ночью с помощью химических источников света, большеглазые лисьи акулы составляют до 20 % от добычи с помощью ярусов. Кроме того, они имеют значение для промышленного рыболовства Тайваня, где ежегодный улов составляет 220 тонн.. Мясо попадает на рынок в свежем, копчёном и солёно-сушёном виде, хотя оно ценится невысоко из-за мягкой, кашеобразной текстуры. Шкуру выделывают для производства кож, из жира печени производят витамины, а из плавников готовят суп.
В водах США они ловятся в качестве прилова в ярусы, тралы и жаберные сети. Кроме того, иногда они попадают в противоакульи сетки, расставленные вокруг пляжей у берегов ЮАР. Из-за низкой плодовитости представители рода лисьих акул очень сильно подвержены перелову. Международный союз охраны природы присвоил этому большеглазой лисьей акуле статус «Уязвимый».